# Gravgåva

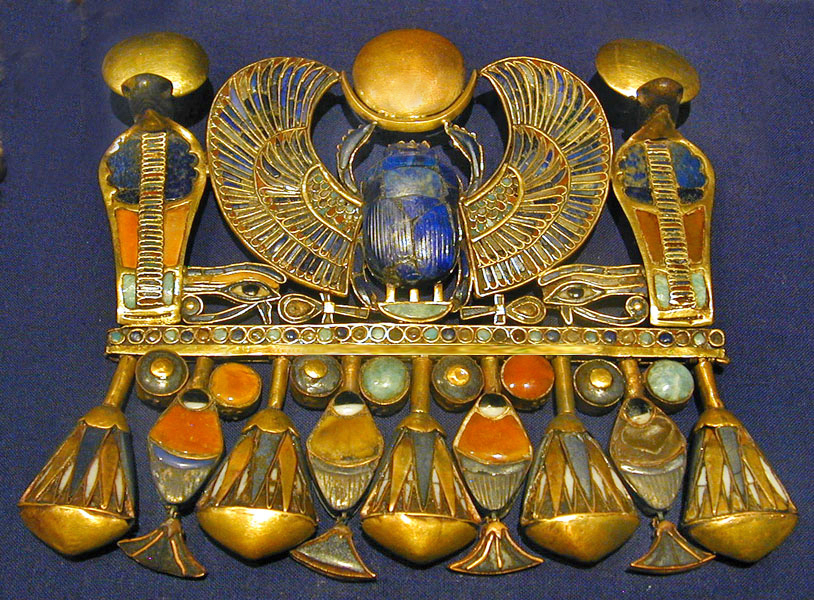
Bevingad skarabé med halvädelstenar var en av gravgåvorna i farao Tutankhamons grav.

Gravgåvor eller gravgods är föremål som lämnas med liket vid begravning. Dit räknas inte likets klädsel eller svepning.
Gravgåvor förekommer världen runt. I Skandinavien är de vanliga i förhistoriska gravar, blir ovanliga med medeltidens inträde, och återkommer sedan i viss mån från nya tidens början. Exempel på gravgåvor är stenar och snäckor men även dyrbarare saker som smycken, kärl och vapen. 
Arkeologer studerar gärna gravgåvor för kronologiska syften och för att dra slutsatser om de dödas sociala roller. En grav är nämligen i regel ett slutet fynd.